# Armeria macropoda
Armeria macropoda är en triftväxtart som beskrevs av Pierre Edmond Boissier. Armeria macropoda ingår i släktet triftar, och familjen triftväxter. Inga underarter finns listade i Catalogue of Life.